# Risiocnemis arator
Risiocnemis arator – gatunek ważki z rodziny pióronogowatych (Platycnemididae). Endemit filipińskiej wyspy Luzon.